# Klaas de Vries
Pour l’article homonyme, voir Klaas de Vries (compositeur).
Klaas George de Vries, né le 28 avril 1943 à Hoensbroek, est un homme politique néerlandais membre du Parti travailliste (PvdA).
Il est représentant à la Seconde Chambre entre 1973 et 1988, puis président du Conseil économique et social de 1996 à 1998. Il entre au second gouvernement de Wim Kok à cette date, comme ministre des Affaires sociales, avant d'être nommé ministre de l'Intérieur en 2000.
Redevenu représentant en 2002, il ne se représente pas lors des élections législatives de 2006 et est élu à la Première Chambre l'année suivante. Il se retire de la vie politique en 2015, à l'issue de son second mandat de sénateur.

## Éléments personnels

### Formation et carrière
Après avoir terminé ses études secondaires à Heerlen en 1961, il part un an étudier les arts libéraux à la Hamline University de Saint-Paul, dans le Minnesota, avant de revenir aux Pays-Bas pour suivre des études supérieures de droit à l'université d'Utrecht, qu'il achève en 1968.
Il obtient aussitôt un poste de secrétaire du département de l'Organisation judiciaire du ministère de la Justice, qu'il abandonne en 1971 pour devenir associé de recherche en droit public et droit administratif à l'université Érasme de Rotterdam. Il renonce à ce poste en 1973.
Quinze ans plus tard, il est nommé directeur général de l'association des communes néerlandaises (VNG). Il occupe ce poste jusqu'en 1996, lorsqu'il prend la présidence du conseil économique et social, qu'il quitte au bout de deux ans.

### Vie privée
Installé à Pijnacker, il est marié et père de trois enfants.

## Parcours politique

### Représentant à la Seconde Chambre

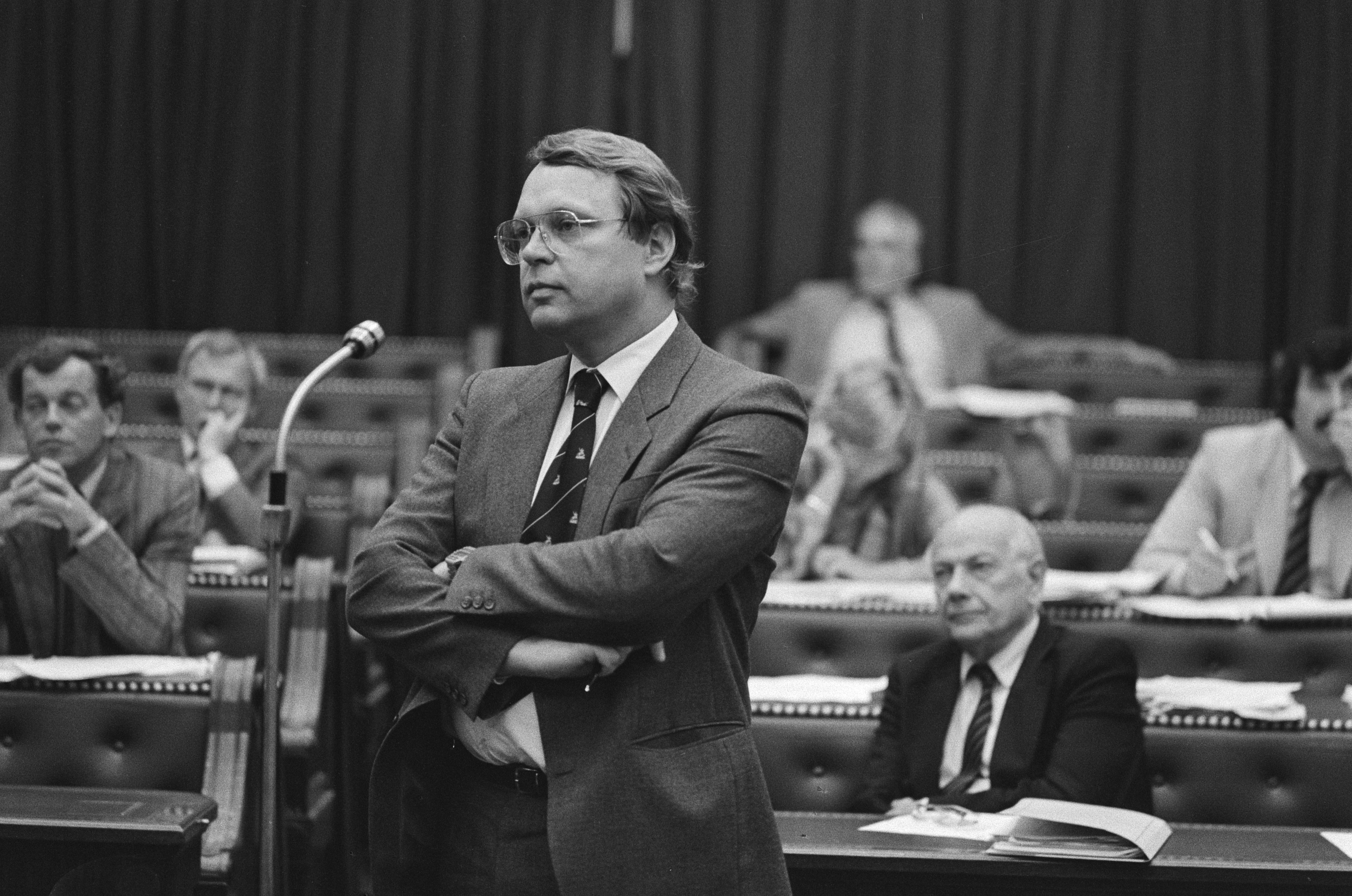
Klaas de Vries en 1985, à la Seconde Chambre.

De Vries siège au conseil municipal de Delft à partir de 1970. Il fait ses débuts à la Seconde Chambre des États généraux le 28 mai 1973, à la suite des élections législatives du 29 novembre 1972, aux côtés des autres parlementaires remplaçant les ministres et secrétaires d'État nommés sous le nouveau Premier ministre Joop den Uyl, dont le cabinet entre en fonction quelques jours plus tôt. Il prend la présidence de la commission parlementaire de la Défense pour trois ans en 1978, puis se voit désigné, en 1981, cinquième vice-président de la chambre. Il est promu troisième vice-président dès l'année suivante, mais abandonne ce mandat en 1985. Un an plus tard, il est choisi comme deuxième vice-président du groupe travailliste, avant de démissionner de l'assemblée en 1988.

### Aide à la formation du cabinet et ministre de Wim Kok
À la suite des élections législatives du 3 mai 1994, il est nommé « informateur » par la reine Beatrix, avec l'ancien ministre Gijs van Aardenne (en) (VVD) et du sénateur Jan Vis (D66) à compter du 14 mai. Tous trois sont alors chargés d'explorer ensemble la possibilité de formation d'une coalition gouvernementale. Leur mission prend fin le 26 juin, mais il faudra attendre encore deux mois avant que le travailliste Wim Kok ne parvienne à former son premier cabinet de coalition violette.
De nouveau chargé de cette mission, pendant cinq jours, à la suite des élections législatives du 6 mai 1998, Klaas de Vries devient, le 3 août suivant, ministre des Affaires sociales et de l'Emploi dans la seconde coalition violette dirigée par Kok. Le 24 mars 2000, il est désigné comme remplaçant du ministre de l'Intérieur, Bram Peper, démissionnaire onze jours plus tôt à cause d'une affaire de fraude fiscale présumée. À compter de la démission collective du gouvernement le 16 avril 2002, il est chargé de l'intérim de son portefeuille, qui se prolonge jusqu'au 22 juillet.
Neuf jours avant les élections législatives du 15 mai 2002, Pim Fortuyn, qui mène la LPF au scrutin, est assassiné à Hilversum. Les appels à la démission de Klaas de Vries de l'intérim de son poste de ministre se multiplient, ce dernier étant notamment responsable de la sécurité des élections. Le frère de Pim Fortuyn, Marten, déclare notamment : « La question de la sécurité de mon frère a été largement sous-estimée. Je trouverais très élégant que Klaas de Vries, encore ministre de l'Intérieur par intérim, garde son honneur et démissionne ». Il ajoute : « Je ne dis pas que De Vries est coupable, mais il est politiquement responsable ». Une commission d'enquête, mise en place par le gouvernement, publie son rapport final en décembre 2002. Elle critique la lenteur de l'administration, une évaluation des menaces pesant sur Fortuyn étant en cours au moment de son assassinat.

### À nouveau représentant, puis sénateur
Réélu à la Seconde Chambre, Klaas de Vries échoue six mois plus tard à se faire désigner chef politique des travaillistes et chef de file du parti pour les élections législatives anticipées du 22 janvier 2003. En effet, lors de l'élection interne organisée en novembre 2002, il ne recueille que 4,7 % des voix, contre 60,5 % à Wouter Bos. Il est toutefois réélu représentant lors du scrutin et intègre le bureau du groupe parlementaire, qu'il quitte en avril 2003 pour devenir coordinateur du groupe sur les affaires locales.
Il décide de ne pas se représenter aux élections législatives anticipées du 22 novembre 2006, mais est choisi peu après pour figurer en troisième position sur la liste travailliste aux élections sénatoriales du 29 juin 2007. Il est alors élu sénateur à la Première Chambre des États généraux, avec prise de fonction le 12 juin suivant. Deux semaines plus tard, il est élu deuxième vice-président de l'assemblée. Réélu à la chambre haute le 23 mai 2011, il ne se représente pas quatre ans plus tard et quitte ses fonctions parlementaires le 9 juin 2015.